# Richard Dourthe
Pour les articles homonymes, voir Dourthe.

a Compétitions nationales et continentales officielles uniquement.

b Matchs officiels uniquement.
Dernière mise à jour le 27 mars 2015.
Richard Dourthe, né le 13 décembre 1974 à Dax, est un joueur français de rugby à XV qui évolue principalement au poste de centre. Il joue dans six clubs français, Dax, le Stade français Paris, de nouveau Dax puis  Béziers, Bègles Bordeaux, Castres olympique et l'Aviron bayonnais. Il compte 31 capes internationales avec l'équipe de France inscrivant 183 points. Il se reconvertit ensuite dans une carrière d'entraîneur, avec Bayonne et Dax, et de consultant rugby. 
Il est le meilleur réalisateur de l'histoire du championnat de France.

## Biographie

### Carrière de joueur en club
Richard Dourthe est formé à l'US Dax où il joue dès l'âge de 6 ans. Il fait son premier match en équipe première à 17 ans, à l'occasion d'un seizième de finale du championnat 1991-1992, contre Bourgoin. Lors de la saison suivante, il remporte le champion de France en catégorie Reichel en battant FC Grenoble en finale, avec pour coéquipiers Raphaël Ibañez, Olivier Magne et Pascal Giordani. Lors de la saison 1993-1994, il participe à la demi-finale perdue au Parc Lescure de Bordeaux face au Stade toulousain sur le score de 30 à 23. En mai 1996, il inscrit les 25 points de son équipe lors de la victoire contre le Rugby club toulonnais en quart de finale du championnat 1995-1996, puis figure parmi les huit internationaux de l'effectif dacquois, avec Pascal Giordani, Olivier Magne, Christophe Milhères, Fabien Pelous, Olivier Roumat, Raphaël Ibañez et Laurent Rodriguez qui affronte le Stade toulousain en demi-finale, rencontre perdue 36 à 23 avec 10 points de Dourthe.
En 1998, sollicité par le Stade toulousain et le Stade français, il rejoint ce dernier club, en raison de la présence comme manager de Bernard Laporte et de président de Max Guazzini. Les résultats ne sont pas à la hauteur de ses attentes : le club est en fin d'un cycle après le titre de la saison précédente, il se blesse à la hanche en fin de saison et Bernard Laporte quitte le club pour prendre le rôle de sélectionneur de l'équipe de France.
Il retourne à Dax pour une saison. Il est alors sollicité par Louis Nicollin pour rejoindre le club de AS Béziers, club où il joue deux saisons. Le 24 mars 2001, il inscrit 42 points lors d'une rencontre disputée contre le Stade montois, dont un essai, deux transformations et onze pénalités, ce qui constitue alors un record dans l'histoire professionnelle du championnat de France.
Encouragé par la présence de Bernard Laporte, il rejoint Bègles Bordeaux mais le projet du club échoue et Laporte se retire. C'est ensuite Ugo Mola qui permet son recrutement au sein du Castres olympique. Il y joue avant que le club ne change de manager pour Laurent Seigne. Ce dernier, désireux de reconstruire une équipe selon ses idées, laisse partir des joueurs influents comme Dourthe, Mola, Mario Ledesma ou Mauricio Reggiardo. En 2005, il rejoint l'Aviron bayonnais. Il doit se faire une place au sein d'un groupe soudé par une monté en Top 16, puis par une saison où le club assure son maintien dans une saison où l'élite voit quatre clubs descendre pour passer de seize à quatorze. Sa bonne intégration lui permet d'occuper le rôle de capitaine après une saison et demie.
Richard Dourthe est le meilleur réalisateur de l'histoire du championnat de France avec, selon les sources, 3 004 ou 3 040 points.

### Carrière internationale
C'est en 1995, lors de la première édition de la Coupe latine, compétition qui oppose les équipes d'Argentine de France, d'Italie et de Roumanie, qu'il obtient sa première cape internationale. Celle-ci a lieu le 17 octobre 1995 contre la Roumanie. Il dispute une deuxième rencontre dans le cadre de cette compétition, face à l'Argentine. Il est également titularisé lors de deux rencontres face à la Nouvelle-Zélande, la première remportée 22 à 15 par les Français au Stadium de Toulouse, match où il inscrit son premier essai en équipe de France grâce à un contre sur un dégagement de Simon Culhane,. La semaine suivante, au Parc des Princes, les All Blacks prennent leur revanche en s'imposant 37 à 12.
L'année suivante, il obtient sa première sélection dans le cadre du Tournoi, au Parc des Princes face à l'Angleterre, où il est associé au centre à Thomas Castaignède. La France s'impose 15 à 12, première victoire française sur les Anglais depuis 1988. Cependant, après avoir été accusée d'avoir volontairement marché sur la tête de Ben Clarke par la télévision britannique, il est suspendu 30 jours par la fédération française. Il joue ensuite contre la Roumanie, puis participe à une tournée en Argentine où il obtient deux victoires, 34 à 27 puis 34 à 15, face aux Pumas, inscrivant un essai lors du premier test. En septembre, il inscrit 20 points lors d'une rencontre face au pays de Galles, rencontre organisée en septembre pour honorer la fin de l'Arms Park. En fin d'année, il participe aux deux tests face aux Springboks, deux défaites, inscrivant douze points lors de chacune de ces deux rencontres.
L'année suivante, il dispute une rencontre du tournoi, face aux Gallois où il sort après vingt minutes, blessé à l'épaule. La France réalise lors de cette édition le Grand chelem. Il participe à une tournée qui le voir inscrire cinq points face à l'Australie à Sydney.
Il retrouve l'équipe de France en 1999, disputant deux rencontres, du tournoi, face à l'Irlande puis le pays de Galles. Après un match de préparation face à ce même adversaire, il dispute la coupe du monde. La France termine en tête de son groupe en remportant ses trois rencontres de poule, face au Canada, la Namibie et les Fidji, matchs où il inscrit respectivement 13, 17 et 10 points. La France, après une victoire 47 à 26 face à l'Argentine en quart de finale, affronte les All Blacks. Reprenant une passe au pied de Christophe Lamaison, il inscrit le troisième des quatre essais français qui s'imposent sur le score de 43 à 31. La France s'incline ensuite en finale face aux Wallabies sur le score de 35 à 12, Lamaison inscrivant les douze points français.
L'année suivante, il dispute trois matchs du tournoi, désormais désigné sous le terme Tournoi des Six Nations avec l'introduction de l'Italie. Il joue contre le pays de Galles, mais, souffrant, il est rapidement remplacé par David Venditti. Pour le match face à l'Angleterre, après les forfaits successifs de Lamaison puis d'Alain Penaud, il est positionné au poste d'arrière, son poste de formation, par le nouveau sélectionneur Bernard Laporte, le choix initial de celui-ci à ce poste, Thomas Cataignède, étant lui repositionné à l'ouverture. Les Anglais remportent ce match par 15 à 9, cinq pénalités de Jonny Wilkinson contre trois de Dourthe. Forfait contre l'Écosse puis contre l'Irlande, il dispute le dernier match face à l'Italie, inscrivant 17 points, quatre transformations et trois pénalités lors d'une victoire 42 à 31. Il joue également une rencontre face à la Roumanie en mai. En novembre, ils affrontent les Wallabies puis la Nouvelle-Zélande, deux défaites, avant de remporter le deuxième match face aux All Blacks à Marseille.
Lors du tournoi 2001, il participe à deux rencontres, face à l'Écosse puis l'Irlande.

### Reconversion en tant que manager et consultant

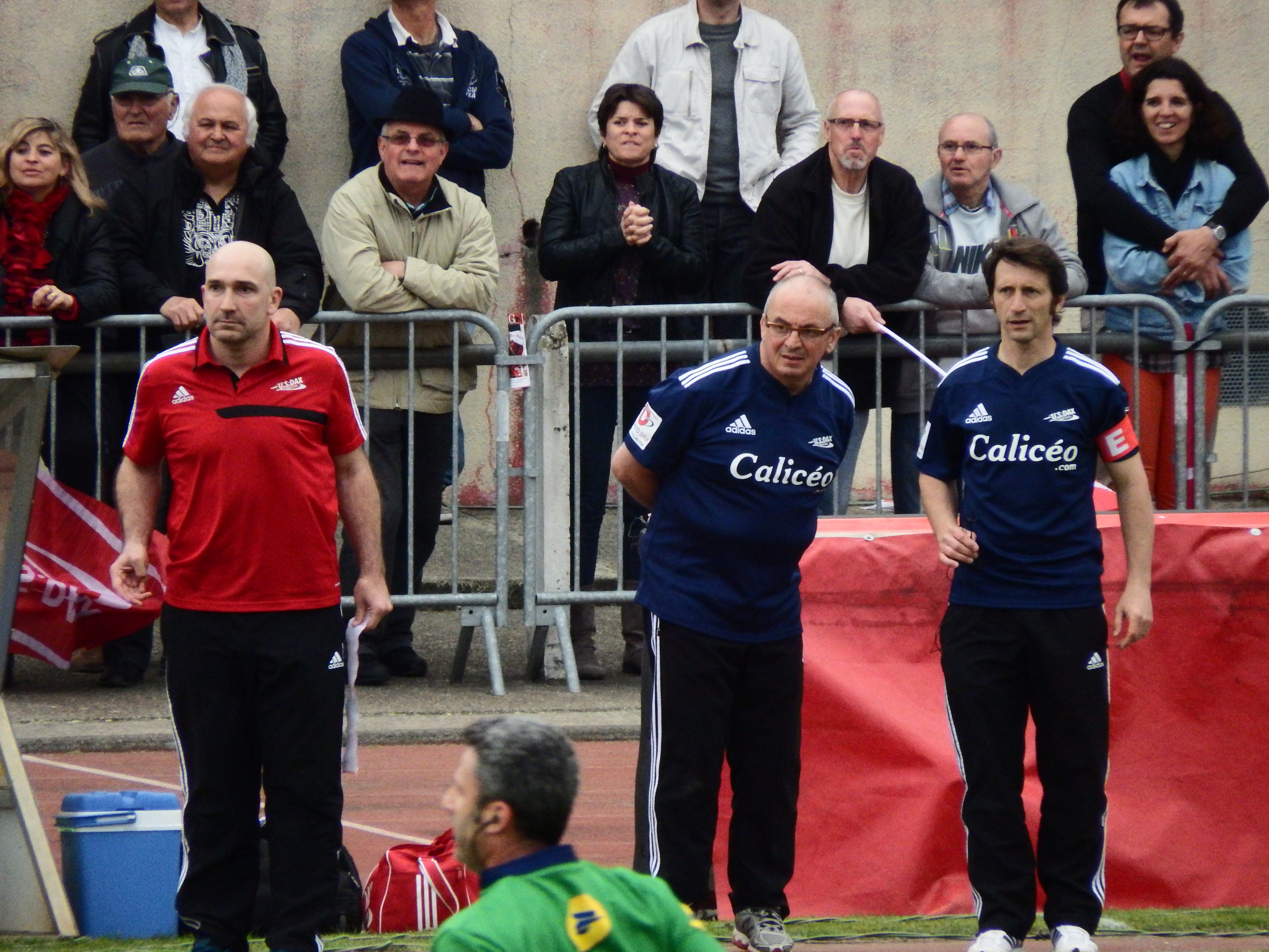
Richard Dourthe et Jérôme Daret (à g. et à d.) entraînent conjointement l'US Dax d'avril 2013 à mars 2014.

Alors capitaine de l'Aviron, club où il a l'ambition d'évoluer encore une année ou deux, il se voit confier le rôle de directeur sportif du club par Francis Salagoïty, son président. Il a pour assistant Jean-Philippe Coyola en tant qu'entraîneur des lignes arrière, qui a entraîné Dourthe à ses débuts à Dax, à l'âge de 6 ans, et Thierry Mentières, l'entraîneur des avants. Pour sa première saison en tant qu'entraîneur, son club est éliminé en phase de poules du Challenge européen et termine à la septième place du championnat, privé d'une place pour la saison suivante en coupe d'Europe par Brive pour différence particulière. Handicapé par un début de saison où l'Aviron doit disputer huit des dix premiers matchs à l'extérieur pour les travaux au stade Jean Dauger, et à la demande d'une partie de son effectif, il est démis de ses fonctions en novembre, avec un bilan de trois victoires et neuf défaites.
Après une carrière de consultant au sein des Spécialistes rugby de Canal+, il arrive en avril 2013 « au chevet de l’US Dax » avant la dernière journée de la saison 2012-2013 pour en devenir le manager en 2013-2014. Le duo qu'il forme avec Jérôme Daret sauve Dax de la relégation lors de celle-ci. En mars 2015, avant la 22e journée de la saison 2014-2015, il est remercié par les instances du club avant la fin de son contrat de trois ans. Durant cette période, Richard Dourthe connaît plusieurs suspensions, dont une en janvier 2015 de huit semaines consécutives d'interdiction d'accès aux vestiaires pour « incorrection vis-à-vis d'un officiel de match ».
En août 2015, il retrouve un rôle de consultant au sein des chaines du groupe Canal+. Durant la Coupe du monde de rugby à XV 2015, il est participe à l'émission Jour de Coupe du monde. De 2017 à 2022, il participe régulièrement au Late Rugby Club présenté par Astrid Bard et diffusé le jeudi soir sur Canal+ Sport. En 2022, il rejoint l'équipe de consultants du Canal Rugby Club.

### Reconversion extra-sportive
Il est recruté par le groupe Natixis en février 2016, en tant que directeur Invest Sport, au sein de la direction gestion de fortune de la Banque privée 1818.
À partir de 2020, il est agent général d'assurances au sein de l'agence Generali de Bayonne[réf. nécessaire].

## Palmarès

### Distinction personnelle
- Record de points dans un match de première division française (42 points)[8].

### En club
- Coupe Frantz-Reichel :
  - Vainqueur (1) : 1993 avec l'US Dax

- Challenge Sud Radio :
  - Vainqueur : 2003 avec le Castres olympique

### En équipe nationale
Richard Dourthe obtient 31 sélections avec l'équipe de France, toutes en tant que titulaire, entre son premier match disputé le 17 octobre 1995 face à la Roumanie et le 17 février 2001 contre l'Irlande. Il inscrit 163 points, trois essais, 32 pénalités et 36 transformations.
Il remporte un Grand Chelem lors de l'édition 1997 du Tournoi. Il participe à cinq éditions, en 1996, 1997, 1999, 2000 et 2001, inscrivant 28 points, six pénalités, cinq transformations, en neuf rencontres.
Il participe à une édition de la coupe du monde, lors de l'édition de 1999 où il devient vice-champion du monde. Il dispute six rencontres, face au Canada, la Namibie, les Fidji, l'Argentine, la Nouvelle-Zélande et l'Australie.
En 1995, il remporte la Coupe latine.

#### Tournoi des Cinq/Six Nations
| Édition           | Rang | Résultats France | Résultats Dourthe | Matchs Dourthe |
| ----------------- | ---- | ---------------- | ----------------- | -------------- |
| Cinq Nations 1996 | 3    | 2 v, 0 n, 2 d    | 1 v, 0 n, 0 d     | 1/4            |
| Cinq Nations 1997 | 1    | 4 v, 0 n, 0 d    | 1 v, 0 n, 0 d     | 1/4            |
| Cinq Nations 1999 | 5    | 1 v, 0 n, 3 d    | 1 v, 0 n, 1 d     | 2/4            |
| Six Nations 2000  | 2    | 3 v, 0 n, 2 d    | 2 v, 0 n, 1 d     | 3/5            |
| Six Nations 2001  | 5    | 2 v, 0 n, 3 d    | 1 v, 0 n, 1 d     | 2/5            |

Légende : v = victoire ; n = match nul ; d = défaite ; la ligne est en gras quand il y a Grand Chelem.

#### Coupe du monde
| Édition          | Rang      | Résultats France | Résultats Dourthe | Matchs Dourthe |
| ---------------- | --------- | ---------------- | ----------------- | -------------- |
| Royaume-Uni 1999 | Finaliste | 5 v, 0 n, 1 d    | 5 v, 0 n, 1 d     | 6/6            |

Légende : v = victoire ; n = match nul ; d = défaite.

## Statistiques

### En tant qu'entraîneur
| Saison    | Équipe           | Division | Poste             | Classement | Coupe d'Europe | Challenge européen |
| --------- | ---------------- | -------- | ----------------- | ---------- | -------------- | ------------------ |
| 2008-2009 | Aviron bayonnais | Top 14   | Directeur sportif | 7e         | -              | Éliminé en poule   |
| 2013-2014 | US Dax           | Pro D2   | Manager           | 13e        | –              | –                  |
| 2014-2015 | US Dax           | Pro D2   | Manager           | 13e        | –              | –                  |

## Style de jeu et personnalité
Richard Dourthe est considéré comme un « buteur précieux ». Il est l'un des meilleurs marqueurs de l'histoire du championnat de France. Il est ainsi deuxième marqueur lors de la saison 2007-2008 avec 245 points. Il est parfois désigné buteur numéro 1 en équipe de France, comme lors du début de la coupe du monde 1999.
Il est souvent décrit comme un « caractère » ; il se décrit comme un « fou », pour « rendre les meilleurs un peu moins forts ». Il cite ainsi un plaquage « un peu fort » sur Anthony Floch, alors débutant avec Clermont. Olivier Magne, son beau-frère, le déblaye violemment pour protéger son coéquipier. Plus tard dans le match, cest Dourthe qui va « déblayer tête contre tête ! On était tous les deux à moitié K.-O. ! ». C'est aussi son besoin d'être le meilleur qui « contraint » Franck Bunce à lui mettre deux fois son poing dans la figure « pour le calmer », déclarant à propos de Dourthe : « ce type complètement fou... ». Lors de ce premier test-match contre All blacks, le sélectionneur Jean-Claude Skrela doit lui demander un peu « de retenue » et moins de « nervosité ». Lors de ce match, celui-ci lui avait déjà interdit de se motiver avec les autres, en lui disant de s'assoir.

## Famille
Il est le fils de Claude Dourthe mais il n'a aucun lien de parenté avec Mathieu Dourthe.
Il est le beau-frère de Raphaël Ibañez et Olivier Magne, qui ont tous les deux épousé ses sœurs.